# Des hommes sont nés
Pour les articles homonymes, voir Boys Town.
Pour plus de détails, voir Fiche technique et Distribution.
Des hommes sont nés (Boys Town) est film américain en noir et blanc réalisé par Norman Taurog, sorti en 1938.
En 1941, sort une suite : Des hommes vivront, avec Spencer Tracy et Mickey Rooney reprenant leurs rôles.

## Synopsis
Le film exalte l'action du père Edward J. Flanagan (1886-1948), prêtre catholique qui fonda dans les années 1920 un village autogéré pour les enfants abandonnés du Nebraska. Quelques scènes du film ont été tournées sur les lieux mêmes, et le scénario du film fut supervisé par le père Flanagan.
Bien que l’histoire soit en grande partie fictive, elle est fondée sur un homme et un lieu réels. Boys Town est une communauté en dehors de Omaha (Nebraska).

## Fiche technique
- Titre : Des hommes sont nés
- Titre original : Boys Town
- Réalisation : Norman Taurog
- Scénario : John Meehan, Dore Schary et Eleanore Griffin
- Production : John W. Considine Jr.
- Société de production : MGM
- Musique : Edward Ward
- Photographie : Sidney Wagner
- Direction artistique : Cedric Gibbons
- Montage : Elmo Veron
- Pays d'origine :  États-Unis
- Langue : anglais américain
- Format : noir et blanc — 35 mm — 1,37:1 — son : mono (Western Electric Sound System)
- Genre : drame
- Durée : 96 minutes
- Dates de sortie :
  - États-Unis : 8 septembre 1938 (première à New York), 9 septembre 1938 (sortie nationale)
  - France : 7 décembre 1938

## Distribution

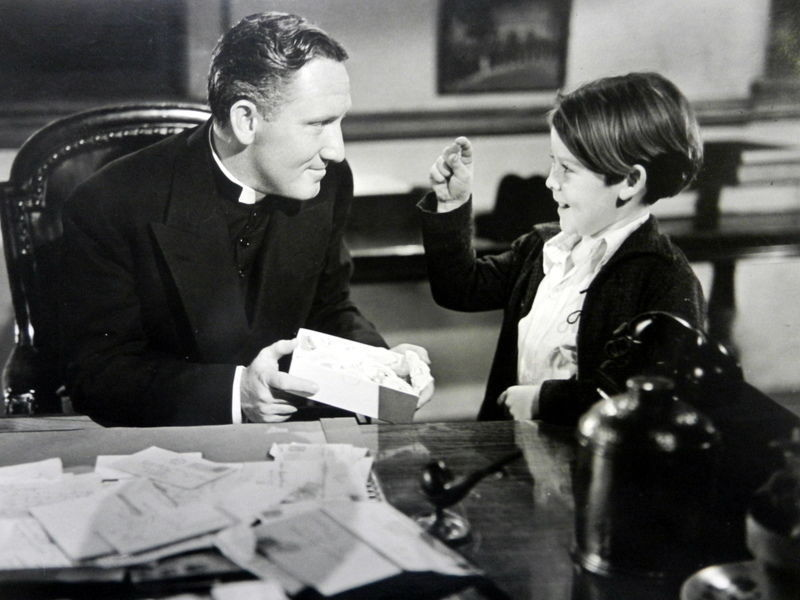
Photo promotionnelle du film avec Spencer Tracy et Bobs Watson.

- Spencer Tracy : le père Edward J. Flanagan
- Mickey Rooney : Whitey Marsh
- Henry Hull : Dave Morris
- Leslie Fenton : Dan Farrow
- Gene Reynolds : Tony Ponessa
- Edward Norris : Joe Marsh
- Addison Richards : le jJuge
- Minor Watson : l'évêque
- Jonathan Hale : John Hargraves
- Bobs Watson : Pee Wee
- Frankie Thomas : Freddie Fuller
- Robert Emmett Keane : Burton

Acteurs non crédités :
- Everett Brown : Darky
- George Cooper : Tramp
- John Hamilton : le directeur de la prison
- Tommy Noonan : Red
- Jay Novello : Gangster
- John Wray : Weasel

## Distinctions
- Oscar du meilleur acteur pour Spencer Tracy